# Pumptrack
Ein Pumptrack ist eine spezielle, künstlich angelegte Mountainbikestrecke (engl. kurz track). Das Ziel ist es, ohne zu pedalieren unter Ausnutzung des stark welligen Längsprofiles durch koordinierte, „pumpende“ Auf- und Abwärtsbewegungen (engl. pumping) des Körpers Geschwindigkeit aufzubauen. Der Pumptrackfahrer steht dabei auf den Pedalen und sitzt nur kurz zum Starten im Sattel. Neben Mountainbikes und BMX-Rädern können Pumptracks auch mit Laufrädern, Scooter, Skateboards (vor allem mit Surfskates), aber auch – schmalspurig – mit Inlineskates befahren werden.

## Gestaltung

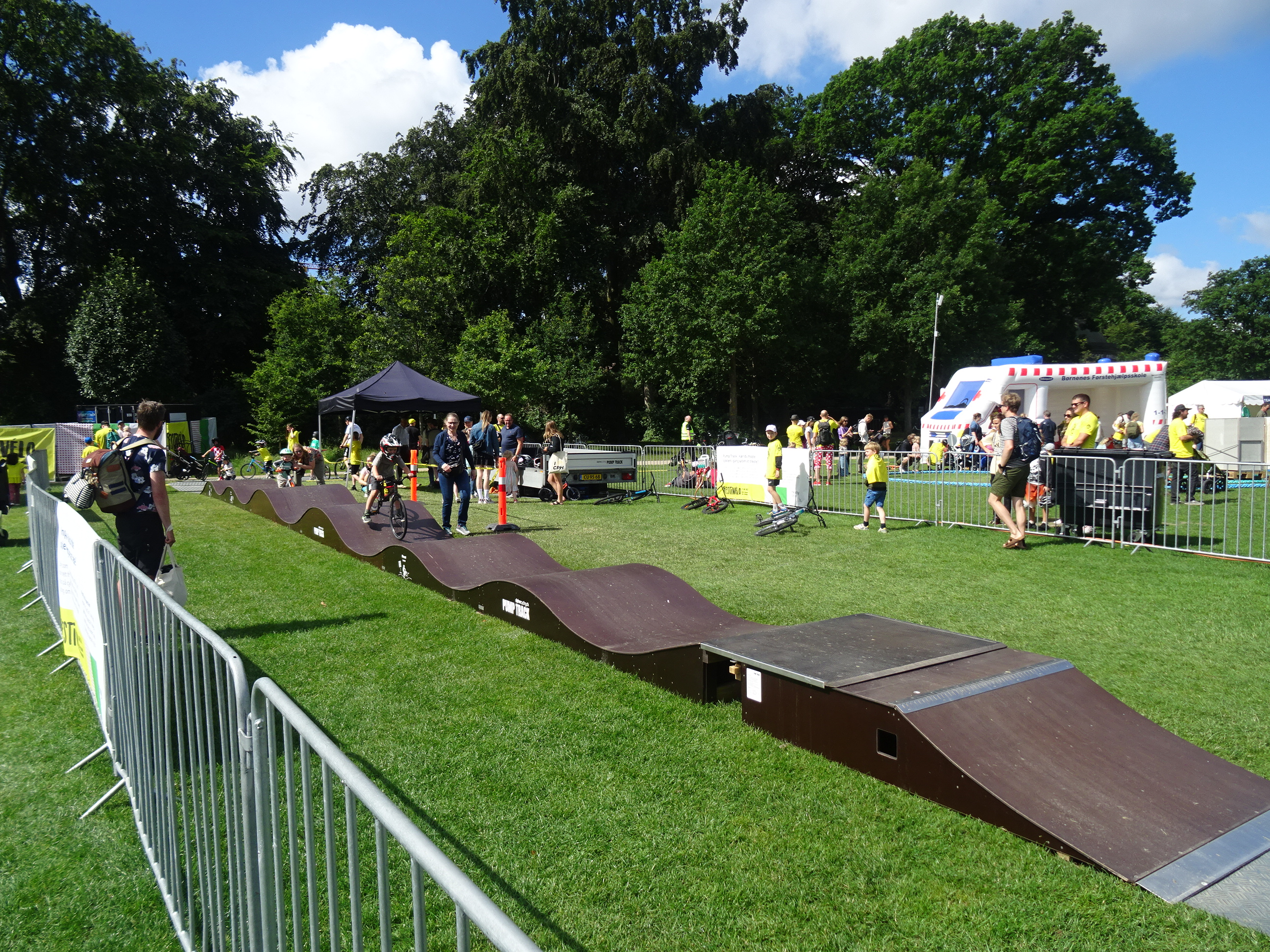
Modularer Pumptrack

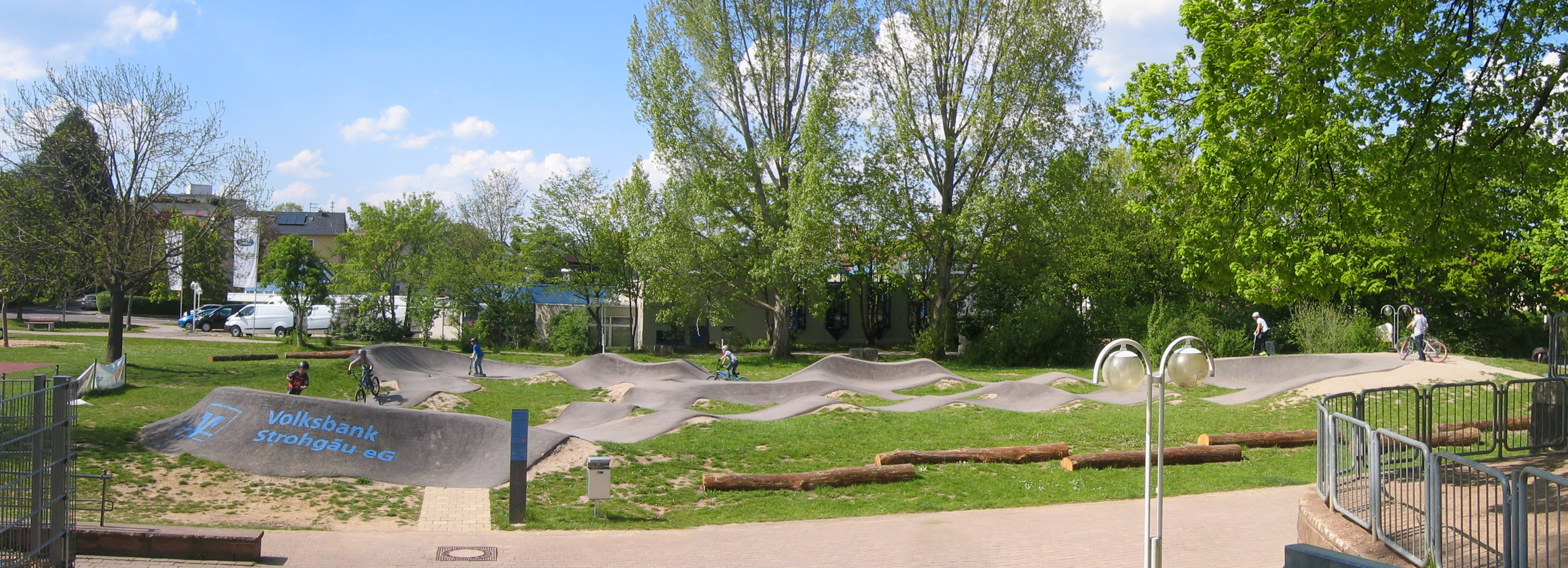
Pumptrack in Gerlingen, Asphaltbahn

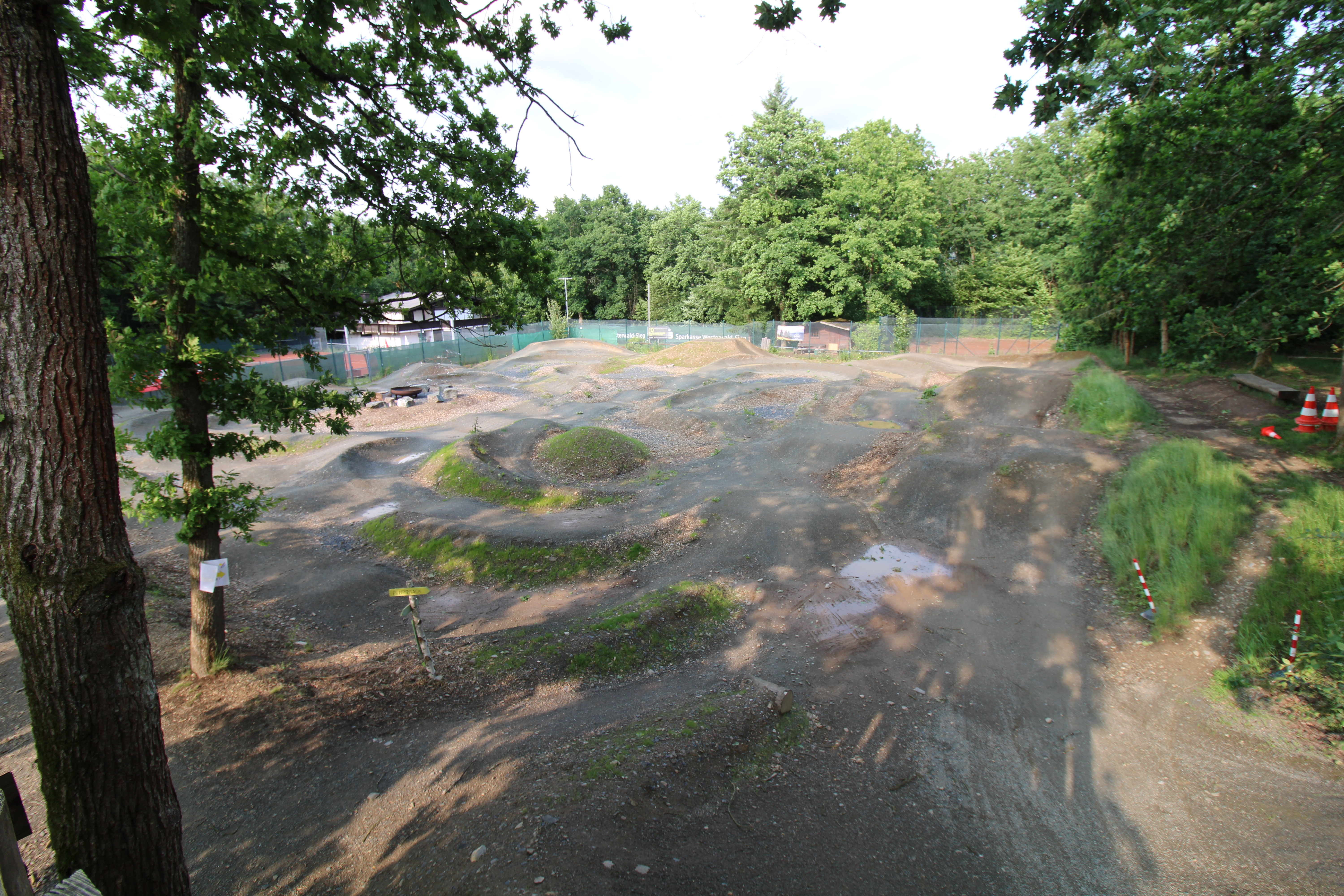
Pumptrack in Betzdorf-Bruche, Erdbahn

Ein Pumptrack ist ein Rundkurs und kann aus bindigem Material wie Erde oder Lehm angelegt werden. Der etwa ein Meter breite „Biketrail“ ist mit Wellen und weiteren Elementen wie Steilwandkurven oder Sprüngen versehen. Er kann in beide Richtungen gefahren werden, da er in flachem Gelände gebaut wird.
Neuere Varianten von Pumptracks werden mit harten Oberflächenmaterialien wie Asphalt oder Beton gestaltet. Die feste Oberfläche hat Vorteile bei der Instandhaltung, der Witterungsunabhängigkeit  und der Vielfalt der Nutzergruppen. So können Asphalt- und Betonanlagen auch mit Skateboards, Mini-Rollern und sogar Inline-Skates genutzt werden. Eine weitere Variante sind transportable Pumptrackspuren aus Fertigbauteilen, sogenannte „modulare Pumptracks“, die beispielsweise bei Events aufgebaut werden können.
Viele Kommunen errichten mittlerweile öffentliche Pumptracks als Möglichkeit zur Bewegungsförderung.

## Funktionsweise
Um ein Fahrrad  durch pumpendes Drücken effizient fortbewegen zu können, benötigt es einen spezifischen Abstand der einzelnen Wellen, die etwa Sinuskurven darstellen, sowie spezifische Kurvenradien. Vereinfacht betrachtet wird nach dem Passieren der Kuppe auf der Abwärtsneigung der schiefen Ebene durch das „Pumpen“ die auf das Fahrzeug wirkende Hangabtriebskraft gezielt verstärkt, während umgekehrt die „bremsende“ Komponente beim Auffahren auf eine Welle durch „in die Knie gehen“ und beugen der Arme verringert wird. Ein ähnlicher Effekt tritt beim Durchfahren der engen, stark überhöhten Steilkurven auf, in deren Scheitelbereich gegen die Zentrifugalkraft ebenfalls „gepumpt“ wird. Bei gutem Timing der Bewegungen reichen diese Effekte in Summe aus, um das Fahrrad ohne Pedaleinsatz zügig fortzubewegen, bei fortgeschrittenen reicht das Tempo sogar für Einlagen wie Sprünge über mehrere Wellen und Ähnliches.
Ein Pumptrack kann prinzipiell mit jedem Mountainbike gefahren werden, Fortgeschrittene wählen eher kleinere und ungefederte Räder wie beispielsweise Dirtbikes oder BMX-Räder. Vorhandene Federungen werden dabei zweckmäßigerweise blockiert (lock-out), sofern diese Option besteht, da die in das Fahrrad durch das „Pumpen“ eingebrachte Energie sonst von den Federelementen geschluckt werden würde, ohne Vortrieb zu erzeugen.

## Geschichte
Die ersten Pumptracks wurden in den 1970er bis 1980er Jahren, zur Zeit des aufkommenden BMX-Sports, in den USA angelegt. Diese sind jedoch noch als rudimentäre BMX-Strecken zu verstehen.
Im Jahr 2003 entstanden in Australien die ersten Pumptracks im modernen Sinn. Diese wurden von Profidownhillern als deren Trainingsinstrument erbaut. Medial bekannt wurden Pumptracks im Jahre 2005 mit dem Mountainbikefilm Earthed 2, in dem der Profidownhiller Mick Hannah einen Pumptrack in seinem Garten fuhr. Zur gleichen Zeit machte sich Steve Wentz, auch ein Profidownhiller, daran, einen Pumptrack in den USA zu bauen. Daraus entstand die Gruppe um Lee McCormack, die heute als bedeutende Vorreiter des Pumptrackbaus gelten. McCormack verschaffte sich viel Respekt in der Pumptrackszene mit seiner Anleitung zum Bau eines Pumptracks aus dem Jahr 2006.

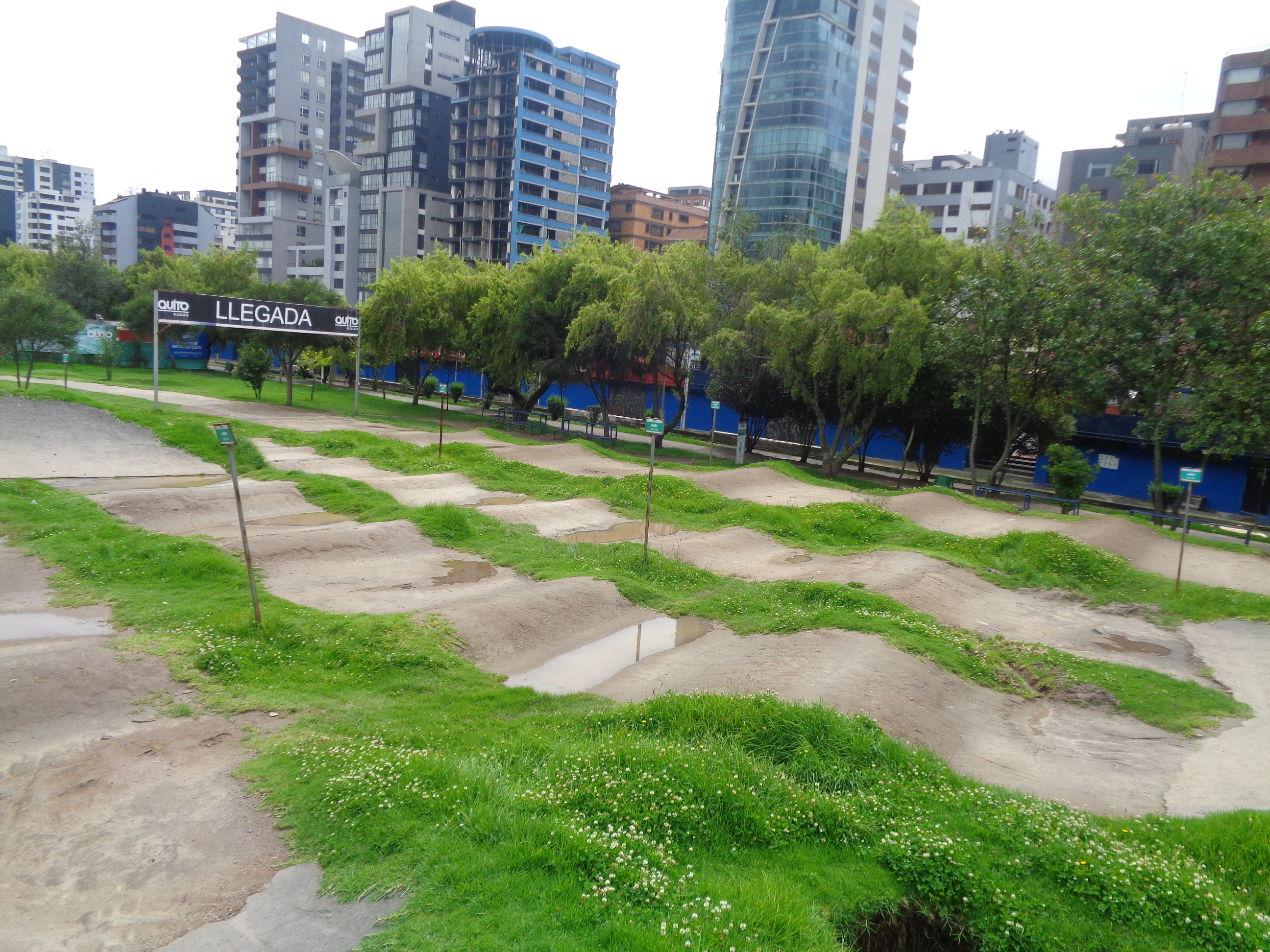
Pumptrack in Quito

Seit einigen Jahren wurde wiederholt ein Pumptrack am Bikefestival Wien aufgebaut, 2019 ein Modularpumptrack von Parkitect.